# Cinturón verde de Burgos

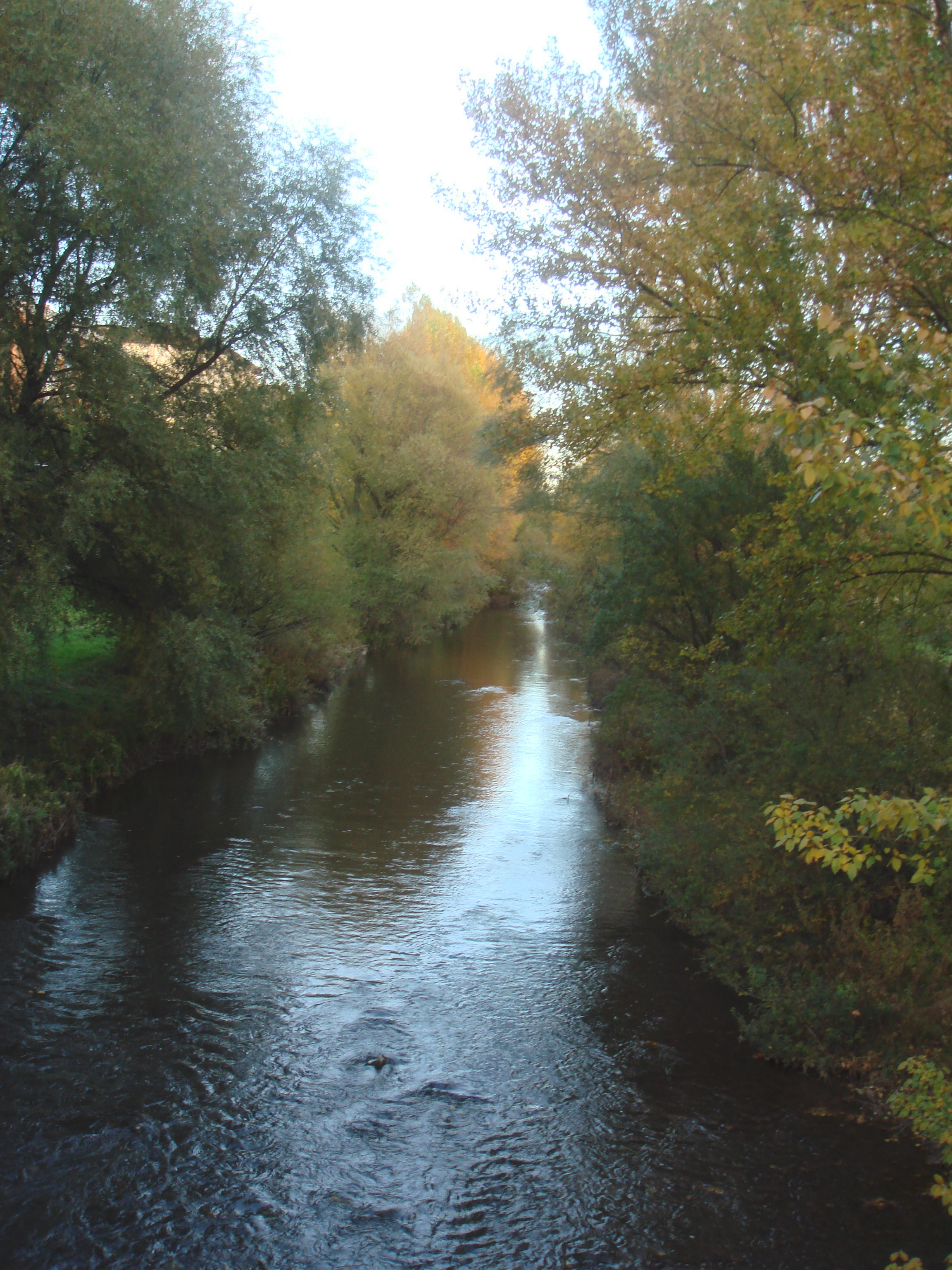
El río Arlanzón a su paso por la ciudad de Burgos, 2007

El cinturón verde de Burgos está formado por los bosques seminaturales proyectados y plantados a mediados del siglo XX por el ingeniero de montes español y futuro alcalde de Burgos Mariano Jaquotot Uzuriaga en las cuestas y laderas que rodean el casco urbano. En 2010 junto con el corredor vegetal que atraviesa la ciudad siguiendo los cursos fluviales superaba las 600 hectáreas de superficie, superando la proporción de un árbol por cada tres habitantes.
| Paraje                                                                                                | Superficie |
| --- | ---------- |
| Castillo de Burgos y cerro de San Miguel                                                              | 90,91 ha   |
| Parque Lineal del río Arlanzón, aguas abajo del museo de la Evolución Humana                          | 85,94 ha   |
| Paseo de la Quinta Parque y humedal de Fuentes Blancas, aguas arriba del museo de la Evolución Humana | 202,67 ha  |
| Fuente del Rey Villalonquéjar                                                                         | 104,98 ha  |
| Cerro del Grajo, hospital Universitario de Burgos                                                     | 18,34 ha   |
| Bella Vista                                                                                           | 205,96 ha  |
| Montes de Villatoro                                                                                   |            |
| Villafría                                                                                             | 51,00 ha   |
| Total                                                                                                 | 759,8 ha   |

## Historia

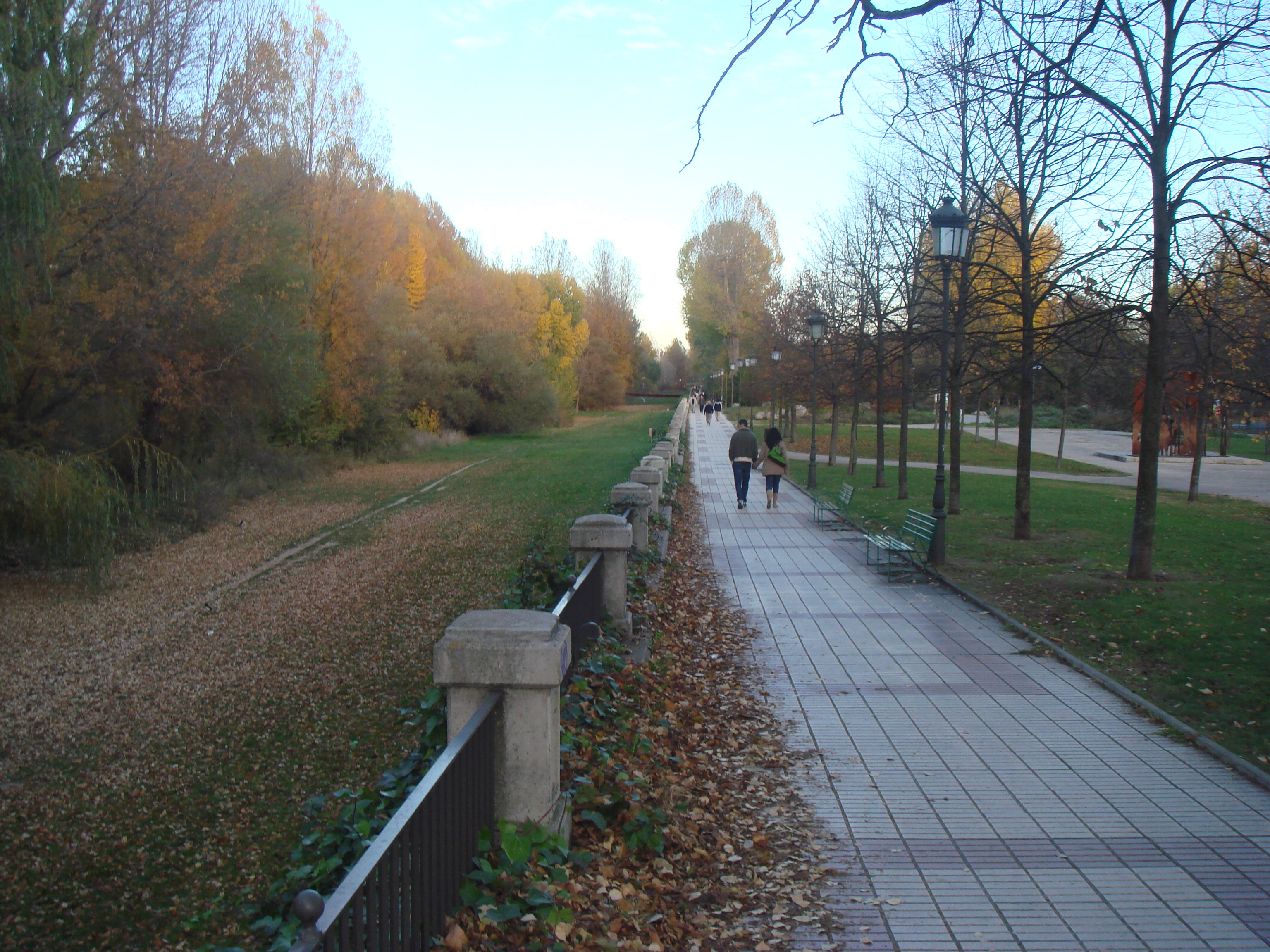
Paseo de La Quinta

El año 1912 el Ministerio de la Guerra cedió a la ciudad el Cerro del Castillo para que lo destinase a parque público, pero se trataba de unos terrenos deforestados. 
En 1955 se crea un Consorcio formado por el Ayuntamiento de Burgos y el Patrimonio Forestal del Estado con la finalidad de repoblar terrenos baldíos, continuando la labor iniciada por la División Hidrológico-Forestal de la Confederación Hidrográfica del Duero en el futuro parque de Fuentes Blancas.
El proyecto fue presentado el 6 de octubre de 1956 al entonces alcalde de la ciudad Florentino Díaz Reig y antes de 1960 fueron repobladas más de 800 hectáreas.
Algunos autores consideran que la idea original fue de Manuel Santamaría Heras y desarrollada por Carlos Quintana Palacios.
En 1983, siendo alcalde José María Peña San Martín, se declararon Monte de Utilidad Pública un total de 123 hectáreas, localizadas en Cortes y Fuentes Blancas.
En enero de 2004, la Junta de Castilla y León, el Ayuntamiento de Burgos y Caja de Burgos firmaron un convenio de colaboración con el resultado de otras 199,55 hectáreas repobladas en Villalonquéjar, el Monte de la Abadesa, laderas frente a Cardeñadijo y el cuadrante noreste del término. Se plantaron 21 especies, 5 coníferas y 16 frondosas con un total de 247.622 plantas.
El 9 de agosto de 2011, un incendio calcinó 150 hectáreas de rastrojos y repoblaciones de pino en el monte de Fuente del Rey.

## Parques y zonas verdes
La mayoría de parques de la ciudad de Burgos se encuentran en los alrededores del río Arlanzón. Precisamente, las riberas del propio río constituyen un corredor verde a lo largo de la ciudad.
Parque del Castillo
Es uno de los pulmones de la ciudad. La ciudad fue creciendo por la falda sur del cerro del castillo. Progresivamente, los barrios altos fueron desapareciendo. Tras la voladura del propio edificio, se ubicaron instalaciones militares. En los años cincuenta, el ingeniero Mariano Jaquotot, que más tarde sería alcalde de la ciudad, decide poblar el monte del Castillo, que hasta el momento había permanecido totalmente desnudo. Además de las ruinas del Castillo, se encuentra en este parque el centro de conservación de Aves. También dispone de zonas recreativas para niños y para practicar ejercicio. Así mismo, hay una zona aterrazada con jardines y una fuente ornamental. Lo más destacable del parque es el mirador, desde el cual se obtiene una gran panorámica de la ciudad, especialmente de la catedral. Una cartela metálica en la barandilla permite identificar los lugares más característicos de la ciudad.
Fuentes Blancas
Situado aguas arriba del río Arlanzón, se encuentra en la zona este de la ciudad. Es un parque de gran extensión, con zonas recreativas, una playa artificial en el río, un humedal y un circuito de bicicletas. En esta área se encuentra la Cartuja de Miraflores. Su nombre proviene de las numerosas fuentes que tiene (del Prior, de la Teja, de la Salud y de los Castaños).
Paseo de la Isla
Este paseo, situado a la orilla del río Arlanzón, en un terreno de una antigua isla formada entre el río y los canales de la ciudad, es considerado un verdadero jardín botánico.
Se encuentra en la margen derecha del Arlanzón. Es un paseo de corte romántico. Dispone de gran variedad botánica, así como de monumentos. Así, se puede encontrar un busto de Miguel de Cervantes, los Arcos de Castilfalé, la fuente del monasterio de San Pedro de Arlanza, la portada de la ermita románica de Cerezo de Río Tirón, así como una gran fuente-cascada. Su nombre proviene de la forma en islotes que poseía el parque en tiempos de la ocupación francesa, ya que debido al Arlanzón existían una serie de pequeñas islas entre el curso del río. 
Tiene una longitud aproximada de 800 metros. En 2011 se están realizando labores de reforma, que supondrán una mejora de la urbanización.
Parque de El Parral

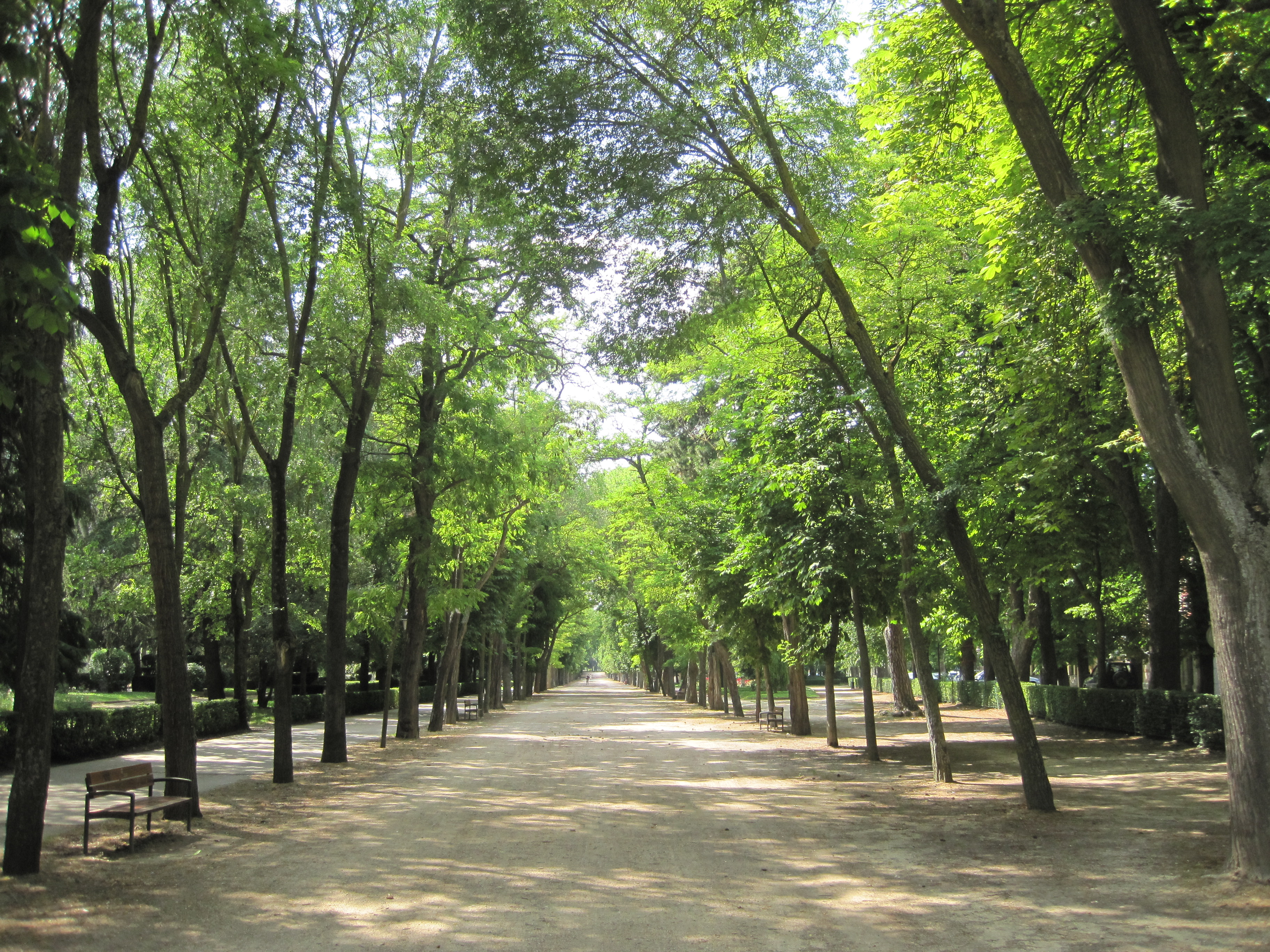
Corredor principal del paseo de la Isla, uno de los parques más emblemáticos de la ciudad

Situado casi enfrente del paseo de la Isla, se sitúa entre el Monasterio de las Huelgas y el Hospital del Rey.
Parque de la Quinta
Se trata de un jardín botánico. Posee además un paseo que conecta Fuentes Blancas con el centro de la ciudad.
Parque de Félix Rodríguez de la Fuente
Entre los barrios de Capiscol y Gamonal, ha sido ampliado recientemente. Dispone de un estanque, zonas recreativas y un monumento al naturalista pozano.
Parque Lineal del Río Vena
Se configura a través de remodelaciones en las orillas del río Vena. Arranca en la Plaza de España y llega a la zona Este de la ciudad.
Paseo del Espolón
Paseo del Espoloncillo
Situado a la altura del Espolón, pero en la otra orilla del río.
Ribera del río Arlanzón
A orillas del Arlanzón, se extiende un parque lineal que abarca todo su cauce a su paso por la ciudad. Conecta con Fuentes Blancas y con el paseo de la Isla.
Parque de San Isidro
Es un parque creado en 2016 sobre el cerro de San Isidro, en el barrio de San Pedro y San Felices, al suroeste de Burgos.

## Senderos
- Sendero del Monte Bellavista.[4]
- Sendero del Castillo.[5]
- Sendero Cerro San Miguel.[6]
- Senderos de  Fuentes Blancas.[7]
- Senderos de Villafría.[8]
- Sendero Villalonquéjar.[9]